# Margaret Skinnider
Margaret Skinnider (28 de maig de 1892 – 10 d'octubre de 1971) fou una revolutionària, feminista, republicana i socialista irlandesa, nascuda a Coatbridge (Escòcia) de pares irlandesos.
Va lluitar a l'Alçament de Pasqua de 1916 a Dublín (Irlanda). La seva participació fou realment notable perquè era una dona, perquè era franctiradora i perquè va ser l'única dona que va resultar ferida en aquella acció. Fou mencionada tres cops pel seu valor en els informes enviats a les autoritats revolucionàries, a la Central de Correus (GPO) de Dublín.
Es va formar com a professora de matemàtiques i es va unir a l'organització republicana de dones Cumann na mBan a Glasgow. També va participar en el moviment pel sufragi femení, inclosa una protesta a la presó de Perth. Va aprendre a disparar rifles. Durant els seus viatges a Irlanda, Skinnider va conèixer la dirigent republicana Constance Markievicz i es va dedicar activament al contraban de detonadors i equips per fabricar bombes a Dublín (utilitzant sovint el seu barret) en preparació de l'alçament de Pasqua de 1916. Juntament amb Madeleine ffrench-Mullen, s'entrenà als turons de Dublín provant dinamita. Quan Markievicz va mostrar a Skinnider "la part més pobra de Dublín", va escriure: "No crec que hi hagi un lloc pitjor al món". El carrer era "un buit ple de clavegueram i deixalles", i l'edifici "tan ple de forats com si hagués estat sota foc de bales".

## Alçament de Pasqua
Combaté a l'alçament en els fiels de l'Exèrcit Ciutadà Irlandès com a exploradora, transmissora de missatges (sovint vestida de noi) i franctiradora, Skinnider va participar en l'acció contra l'exèrcit britànic a la guarnició del College of Surgeons i St. Stephen's Green sota el comandament del general Michael Mallin i de Constance Markievicz. Tenia 4 homes sota el seu comandament. Segons els informes, Skinnider era una excel·lent tiradora.
Va resultar greument ferida quan va ser tirotejada tres vegades intentant cremar cases al carrer Harcourt per intentar tallar la retirada dels soldats britànics que havien plantat un niu de metralladores al terrat de l'església de la Universitat. La van tractar les seves ferides Nora O'Daly i la francesa Madeleine Mullen, que van proporcionar primers auxilis al Col·legi de Cirurgians.. Una de les bales s'allotjà prop la columna vertebral a només un quart de polzada. Una de les persones que lluitava al seu costat, Fred Ryan, de 17 anys, va morir.
Després de la rendició va ser traslladada a l’Hospital St Vincent de l’altra banda del Green. Durant les dues setmanes següents, Skinnider va patir terriblement; les bales amb les quals li havien disparat eren bales mudes, que s’expandeixen després d’entrar al cos. Les seves ferides es van tractar amb un sublim corrosiu, però se’n va fer servir massa i, com a resultat, li van eliminar tota la pell de l'esquena i del costat. A més, va haver de combatre la febre i la pneumònia.
Després de diverses setmanes a l'hospital, va aconseguir escapar dels seus guàrdies abans d'obtenir un permís de viatge del castell de Dublín que li va permetre tornar a Escòcia. Durant aquest temps, va visitar alguns dels presoners rebels que estaven detinguts a la presó de Reading, a Anglaterra.

## Guerra de la independència i Guerra Civil
Skinnider tornà a Dublin i depsrés marxà a Amèrica on recollí fons i feu propaganda de la causa republicana.
Tornà a Irlanda a lluitar en la guerra d'independència d'Irlanda contra els britànics a les files de l'Exèrcit Republicà Irlandès, l'IRA, i combaté també en la guerra civil irlandesa amb l'IRA anti tractat. Arribà a ser l'administradora de pagaments general de l'exèrcit republicà irlandès fins que va ser arrestada el dia de Sant Esteve de 1922 acusada de processar un revòlver i munició. Al centre de detenció es va convertir en directora de formació dels presos. Va romandre empresonada fins al novembre de 1923, sis mesos després del final de la guerra civil. Va tornar a Dublín i va començar a treballar amb el sindicat Workers Union d'Irlanda de James Larkin.
Més tard treballaria de professora, essent membre del sindicat Irish National Teachers' Organisation (INTO), i formaria part el 1946 del partit republicà d'esquerres Clann na Poblachta, integrant part de la seva direcció i candidata a les eleccions locals de 1950.
Va passar els seus darrers anys a Glenageary, al comtat de Dublín. Va morir el 10 d'octubre de 1971 i va ser enterrada al costat de Markievicz al cementiri de Glasnevin, a Dublín, en l'àrea dedicada als militants republicans.